# Jablonec (Pezinok)
Jablonec es un municipio situado en el distrito de Pezinok, en la región de Bratislava, Eslovaquia. Tiene una población estimada, a inicios de 2022, de 1009 habitantes.
Está ubicado al este de la región, en el valle del río Morava y cerca de la frontera con la región de Trnava y con Austria.

## Demografía
| Año        | 1994 | 2004    | 2014     | 2024    |
| ---------- | ---- | ------- | -------- | ------- |
| Población  | 751  | 826     | 964      | 1042    |
| Diferencia |      | +9,98 % | +16,70 % | +8,09 % |

| Año        | 2023 | 2024    |
| ---------- | ---- | ------- |
| Población  | 1035 | 1042    |
| Diferencia |      | +0,67 % |